# Boso III van Arles
Boso III van Arles (ca. 885 - 936) was achtereenvolgens markgraaf van Arles en Toscane.
Boso werd in 911 graaf van Avignon en Vaisin. In 907 probeerde hij samen met zijn broer Hugo om Italië te veroveren maar deze expeditie mislukte en de broers moesten van koning Berengar terugkeren en zweren nooit meer terug te komen. In 926 lukte het Hugo om alsnog koning van Italië te worden, ten koste van Rudolf II van Bourgondië. Boso nam toen de functie van markgraaf van Arles van Hugo over.
Zijn halfbroer Lambert was door Hugo tot markgraaf van Toscane benoemd maar in 931 verdacht Hugo Lambert van een poging tot een staatsgreep en liet Lambert de ogen uitsteken. Boso volgde Lambert op als markgraaf van Toscane. In 936 kwam Boso in opstand tegen de paranoïde Hugo, aangezet door zijn vrouw Willa (zuster van Rudolf). De opstand mislukte, Boso verstootte zijn vrouw en zond haar terug naar Bourgondië en werd zelf afgezet en vermoord.
Boso was zoon van Theobald van Arles en van Bertha van Lotharingen. Hij was gehuwd met Willa, dochter van Rudolf I van Bourgondië en Willa (ca. 865 - voor 924, die hertrouwde met Boso's broer Hugo), en werd de vader van:
- Bertha (ca. 910 - na 965), gehuwd (ca. 928) met Boso I van Provence, zoon van Richard I van Bourgondië, en in haar tweede huwelijk (ca. 936) met Raymond II van Rouergue. Bekend van schenkingen aan de Notre Dame te Nîmes.
- Willa (912-970), gehuwd met koning Berengarius II van Italië,
- Richildis
- Gisela.

## Voorouders
| Voorouders van Boso III van Arles | Voorouders van Boso III van Arles                               | Voorouders van Boso III van Arles                               | Voorouders van Boso III van Arles                               | Voorouders van Boso III van Arles                               | Voorouders van Boso III van Arles                               | Voorouders van Boso III van Arles                               | Voorouders van Boso III van Arles                               | Voorouders van Boso III van Arles                               |
| --------------------------------- | --------------------------------------------------------------- | --------------------------------------------------------------- | --------------------------------------------------------------- | --------------------------------------------------------------- | --------------------------------------------------------------- | --------------------------------------------------------------- | --------------------------------------------------------------- | --------------------------------------------------------------- |
| Overgrootouders                   | Boso van Arles (780-855) ∞ ? (-)                                | Boso van Arles (780-855) ∞ ? (-)                                | ? (-) ∞ ? (-)                                                   | ? (-) ∞ ? (-)                                                   | Lotharius I (795-855) ∞ Irmgard (805-851)                       | Lotharius I (795-855) ∞ Irmgard (805-851)                       | ? (-) ∞ ? (-)                                                   | ? (-) ∞ ? (-)                                                   |
| Grootouders                       | Hugbert (Bosoniden) (815-866) ∞ ? (-)                           | Hugbert (Bosoniden) (815-866) ∞ ? (-)                           | Hugbert (Bosoniden) (815-866) ∞ ? (-)                           | Hugbert (Bosoniden) (815-866) ∞ ? (-)                           | Lotharius II (835-869) ∞ Waldrada van Lotharingen (840-869)     | Lotharius II (835-869) ∞ Waldrada van Lotharingen (840-869)     | Lotharius II (835-869) ∞ Waldrada van Lotharingen (840-869)     | Lotharius II (835-869) ∞ Waldrada van Lotharingen (840-869)     |
| Ouders                            | Theobald van Arles (850-895) ∞ Bertha van Lotharingen (863-925) | Theobald van Arles (850-895) ∞ Bertha van Lotharingen (863-925) | Theobald van Arles (850-895) ∞ Bertha van Lotharingen (863-925) | Theobald van Arles (850-895) ∞ Bertha van Lotharingen (863-925) | Theobald van Arles (850-895) ∞ Bertha van Lotharingen (863-925) | Theobald van Arles (850-895) ∞ Bertha van Lotharingen (863-925) | Theobald van Arles (850-895) ∞ Bertha van Lotharingen (863-925) | Theobald van Arles (850-895) ∞ Bertha van Lotharingen (863-925) |
| Boso III van Arles (885-936)      |                                                                 |                                                                 |                                                                 |                                                                 |                                                                 |                                                                 |                                                                 |                                                                 |